# 20 de noviembre
El 20 de noviembre es el 324.º (tricentésimo vigésimo cuarto) día del año en el calendario gregoriano y el 325.º en los años bisiestos. Quedan 41 días para finalizar el año.

## Acontecimientos
- 284: En Roma, Diocleciano es elegido emperador.
- 762: En China ―en el marco de la rebelión de An Lushan (entre 756 y 763)― An Lushan conquista Luoyang, capital de la China imperial.
- 1114: En Urfa (norte de la Mesopotamia), actual Turquía, se registra un terremoto de magnitud 9.
- 1194: Palermo (Sicilia) es conquistada por el emperador germánico Enrique VI.
- 1248: En los Países Bajos, una marea ciclónica supera las dunas costeras en Callantsoog (Den Helder), inundando partes del norte de Holanda, Frisia y Groninga.
- 1407: Juan sin Miedo y Juan de Valois, ordenan el asesinato de Luis de Valois, que moriría tres días después.
- 1461: En L’Áqüila (centro de Italia) se registra un terremoto (posiblemente el mismo terremoto que el 27 de noviembre).
- 1490: En Valencia (España), el escritor Joanot Martorell publica su libro de caballería Tirant lo Blanch en su lengua valenciana.
- 1500: A Cádiz (España) llegan encadenados Cristóbal Colón y sus hermanos, quienes habían sido arrestados por el gobernador de las Indias Francisco de Bobadilla.
- 1542: En España se promulgan las Leyes Nuevas, inspiradas por fray Bartolomé de las Casas.
- 1559: En Colombia se funda el municipio de Serrezuela, actual Madrid en el departamento de Cundinamarca.
- 1588: A 20 km al oeste de Firuzabad (en el centro-sur de Irán), se registra un terremoto.
- 1642: En Jiangsu (China) se registra un terremoto de magnitud 5 en la escala sismológica de Richter (intensidad 6).
- 1664: En Heraclión (Creta) se registra un terremoto que sacude toda Grecia.
- 1695: En Brasil es ejecutado Zumbi, el último de los líderes del Quilombo dos Palmares.
- 1776: En la provincia de Buenos Aires (Argentina) se funda la capilla de Magdalena (que será la base para la fundación de una aldea en este lugar).
- 1789: Nueva Jersey se convierte en el primer estado de Estados Unidos que ratifica la Constitución.
- 1791: en Viena (Austria), el compositor austriaco Wolfgang Amadeus Mozart cae postrado en su lecho de muerte como consecuencia de una grave enfermedad que acabaría con su vida en quince días.
- 1820: 3700 km al oeste de la costa de Antofagasta (Reino del Perú), un cachalote de 80 toneladas ataca el barco Essex y lo hunde. Cuando tres meses más tarde recogen a los ocho sobrevivientes, en dos botes, habían comido a siete compañeros, para sobrevivir. El escritor Herman Melville se inspiró en este hecho para escribir en 1851 su novela insignia Moby-Dick.
- 1845: En Argentina, a orillas del río Paraná, a 20 km al noroeste de San Pedro (provincia de Buenos Aires), fuerzas argentinas al mando del general Lucio Norberto Mansilla interrumpieron el ataque de las fuerzas británicas y francesas (Batalla de la Vuelta de Obligado). Este día se celebra en ese país el Día de la Soberanía Nacional.
- 1861: En los Estados Unidos, Kentucky se une al gobierno confederado.
- 1902: En el Café de Madrid (en París), Henri Desgrange y el periodista Géo Lefèvre sueñan con la creación del Tour de Francia.
- 1903: En Panamá se bautiza la bandera nacional.
- 1910: En México, Francisco I. Madero publica el Plan de San Luis Potosí, donde denuncia al presidente Porfirio Díaz, y se proclama presidente. Empieza la Revolución mexicana que intenta derrocar el gobierno.
- 1917: En el marco de la Primera Guerra Mundial comienza la batalla de Cambrai: Reino Unido hace replegar a las posiciones alemanas, que posteriormente contraatacan.
- 1917: Ucrania se convierte en una república.
- 1923: En Alemania, el rentenmark reemplaza al papiermark como moneda oficial. Un rentenmarke equivale a un trillón de papiermark.
- 1936: En la prisión de Alicante es fusilado José Antonio Primo de Rivera (fundador de la Falange Española).
- 1936: El líder revolucionario anarquista Buenaventura Durruti, muere en la defensa de Madrid durante la guerra civil española por causas no muy claras.
- 1936: En Uruguay se funda la compañía aérea Pluna Líneas Aéreas Uruguayas.
- 1940: En el marco de la Segunda Guerra Mundial, Hungría, Rumanía y Eslovaquia se alían con las Fuerzas del Eje.
- 1943: En el marco de la Segunda Guerra Mundial, se libra la batalla de Tarawa. Empieza la Operación Galvanic. Los marines estadounidenses desembarcan en el atolón de Tarawa en las islas Gilbert y sufren bajo el intenso fuego de las fuerzas japonesas atrincheradas.
- 1945: En el marco de la Segunda Guerra Mundial, comienzan los Juicios de Núremberg contra los líderes nazis.
- 1947: En la abadía de Westminster (en Londres) la princesa Isabel de York se casa con el teniente Felipe Mountbatten, Duque de Edimburgo.
- 1948: En Managua (Nicaragua) el dictador Anastasio Somoza García inaugura el Estadio Nacional General Somoza, actual Estadio Nacional Dennis Martínez, durante la X Serie Mundial de Béisbol.
- 1952: En Checoslovaquia comienzan los Juicios de Slánský, una serie de juicios contra estalinistas y antisemitas.
- 1952: En México se inaugura el Estadio Olímpico Universitario.
- 1953: El piloto estadounidense Scott Crossfield alcanza por primera vez el doble de la velocidad del sonido.
- 1959: La Asamblea General de las Naciones Unidas aprueba la Declaración de los Derechos del Niño.
- 1960: En Trujillo (Perú) se crea el Concurso Nacional de Marinera.[1]
- 1962: En Cuba termina la Crisis de los misiles, cuando John F. Kennedy (presidente de los Estados Unidos) se compromete a no invadir a la nación caribeña, y la Unión Soviética accede a retirar sus misiles nucleares de Cuba.
- 1969: En los Estados Unidos ―en el marco de la guerra de Vietnam―, el periódico Cleveland Plain Dealer publica fotografías explícitas de la masacre de My Lai, en la que soldados estadounidenses mataron a varios cientos de civiles (entre ellos mujeres y niños) en Vietnam.
- 1970: En Paraguay se funda el Club Atlético 3 de Febrero.
- 1970: En México, en el marco de la celebraciones del 60 aniversario de la Revolución Mexicana, se pone en servicio el tercer tramo de la Línea 1 del Metro de la Ciudad de México que ahora va hacia la estación Tacubaya y el primer tramo Tlatelolco-Hospital General de la Línea 3 del Metro de la Ciudad de México.
- 1974: Se descubre el primer túnel norcoreano en la  zona desmilitarizada por el que pueden acceder a Corea del sur.
- 1975: En España fallece Francisco Franco, dictador de España tras la Guerra civil española.
- 1976: En las montañas cerca de San Juan Cotzal (Guatemala), el ejército asesina al sacerdote tercermundista estadounidense Guillermo Woods (1931-1976) y a otros cuatro estadounidenses en una avioneta.[2]
- 1976: En el primer aniversario del fallecimiento del dictador Francisco Franco, se oficia un funeral oficial en el Valle de los Caídos, presidido por los Reyes de España, Juan Carlos I y Sofía de Grecia, al que acuden miembros del Gobierno y altas jerarquías de las distintas instituciones civiles y militares.[3]
- 1979: En La Meca (Arabia Saudí), cerca de 200 musulmanes sunitas se rebelan durante el peregrinaje a la Kaaba, tomando a 6000 rehenes. La monarquía árabe recibe la ayuda de fuerzas francesas.
- 1983: En los Estados Unidos, cerca de 100 millones de personas ven en directo el controvertido telefilm El día después, donde se describen los efectos de una guerra nuclear en ese país.
- 1984: Se funda el SETI, el servicio de búsqueda de inteligencia extraterrestre.
- 1984: En Japón empieza a publicarse el manga (revista de historietas) Dragon Ball.
- 1984: En Bilbao (España) es asesinado en su consulta Santiago Brouard, pediatra y diputado electo del Parlamento Vasco.
- 1985: Sale a la venta la versión 1.0 de Microsoft Windows.
- 1985: En la isla de Cuba, el huracán Kate arrasa varios municipios.
- 1989: En Praga (Checoslovaquia) comienza la Revolución de Terciopelo, donde se reúne cerca de medio millón de personas pidiendo la democracia.
- 1989: En España es asesinado Josu Muguruza durante una cena el día anterior a tomar posesión como diputado de Herri Batasuna.
- 1989: Convención sobre los Derechos del Niño fue adaptada.
- 1992: En el Castillo de Windsor (Reino Unido), se incendia durante 15 horas una capilla privada, provocando serios daños en la zona noroeste del edificio.
- 1993: Cerca de Ohrid (República de Macedonia, actual Macedonia del Norte) se estrella un Avioimpex Yak 42D. Mueren los ocho miembros de la tripulación y 115 de los 116 pasajeros. El único sobreviviente murió unos pocos días después.
- 1994: En Zambia, el Gobierno de Angola y los rebeldes de la UNITA firman el Protocolo de Lusaka, acabando con 19 años de guerra civil.
- 1995: La BBC emite en Reino Unido una polémica entrevista de la princesa Diana de Gales la cual terminaría por convertirse en uno de los mayores escándalos de la monarquía británica.
- 1998: La Estación Espacial Internacional lanza al espacio la nave Zaryá (su primer módulo).
- 1999: En la ciudad chilena de Concepción, se reporta la desaparición del joven estudiante Jorge Matute Johns tras un confuso incidente en una discoteca. Sus restos mortales serán encontrados el 12 de febrero de 2004 a orillas del río Biobío y su crimen aún no es resuelto hasta el presente.
- 2003: En Estambul (Turquía) estallan varias bombas, destruyendo la sucursal del banco británico HSBC y el consulado británico.
- 2004: En Chile comienza la cumbre de la APEC.
- 2007: Se publican dos artículos en las revistas Science y Cell en donde dos grupos independientes anuncian que han logrado generar células madre a partir de fibroblastos humanos. Este es considerado uno de los avances más importantes en este campo de estudio.[4]
- 2011: En España se celebran las elecciones generales de España de 2011, ganándolas el Partido Popular con Mariano Rajoy a la cabeza por mayoría absoluta, mientras el PSOE sufre la mayor derrota electoral de su historia.
- 2014: En México y otros lugares del mundo se celebra el primer día de la «Acción Global por Ayotzinapa», en el que miles de mexicanos exigen la renuncia del presidente Enrique Peña Nieto debido a su responsabilidad en el asesinato de los estudiantes de Ayotzinapa.
- 2022: En Catar se dio inicio la XXII versión de la Copa Mundial de Fútbol.

## Nacimientos
- 270: Maximino Daya, emperador romano (f. 313).
- 1562: Bernardo de Balbuena, poeta español (f. 1627).
- 1602: Otto von Guericke, físico alemán (f. 1682).
- 1620 o 1621: Avakúm, obispo y escritor ruso (f. 1682).
- 1625: Paulus Potter, pintor neerlandés (f. 1654).
- 1739: Jean François de La Harpe, escritor francés (f. 1803).
- 1750: Tipu Sultán, legislador indio (f. 1799).
- 1758: Grimod de La Reynière, gástrónomo francés (f. 1838).
- 1760: José Félix de Restrepo, educador y magistrado colombiano (f. 1832).
- 1761: Pío VIII, papa italiano (f. 1830).
- 1762: Pierre André Latreille, entomólogo francés (f. 1833).
- 1786: Francisco García Salinas, militar y político mexicano (f. 1841).
- 1788: Félix Varela, sacerdote, maestro, escritor, filósofo y político cubano (f. 1853).
- 1797: Remedios de Escalada, mujer argentina, esposa del general José de San Martín (f. 1823).
- 1820: Antonio Aguilar y Vela, astrónomo español (f. 1882).
- 1841: Victor d'Hondt, matemático belga (f. 1901).
- 1841: Wilfrid Laurier, 7.º primer ministro de Canadá (f. 1919).
- 1849: Carlos Cambronero, historiador español (f. 1913).
- 1850: José Mariano Astigueta, médico y político argentino (f. 1897).
- 1850: Alfredo Vicenti, periodista, médico y poeta español (f. 1916).
- 1851: Margarita Teresa de Saboya, aristócrata francesa (f. 1926).
- 1858: Selma Lagerlöf, escritora sueca, premio nobel de literatura en 1909 (f. 1940).
- 1860: José Figueroa Alcorta, político argentino, presidente entre 1906 y 1910 (f. 1931).
- 1862: Georges Palante, filósofo anarcoindividualista francés (f. 1925).
- 1864: Percy Cox, administrador británico del Colonial Office en el Oriente Medio (f. 1937).
- 1866: Kenesaw Mountain Landis, juez estadounidense (f. 1944).
- 1873: Ramón S. Castillo, político argentino (f. 1944).
- 1875: Friedrich-Werner Graf von der Schulenburg, aristócrata y diplomático alemán (f. 1944).
- 1880: Ricard Opisso, dibujante español (f. 1966).
- 1885: Isaac Ochoterena, biólogo mexicano (f. 1950).
- 1886: Karl R. von Frisch, zoólogo austríaco (f. 1982).
- 1889: Edwin Hubble, astrónomo estadounidense (f. 1953).
- 1891: Agapito Marazuela, músico español (f. 1983).
- 1892: Tótila Albert Schneider, escultor chileno (f. 1967).
- 1900: Chester Gould, dibujante de cómics, creador de Dick Tracy (f. 1985).
- 1902: Giampiero Combi, futbolista italiano (f. 1956).
- 1903: Alexandra Danílova, bailarina rusa (f. 1997).
- 1907: Henri-Georges Clouzot, cineasta francés (f. 1977).
- 1911: Jorge Rojas, poeta colombiano (f. 1995).
- 1911: David Seymour, fotógrafo polaco (f. 1956).
- 1912: Otto de Habsburgo, aristócrata austríaco (f. 2011).
- 1913: Judy Canova, actriz estadounidense (f. 1983).
- 1914: José Revueltas, escritor y activista político mexicano (f. 1976).
- 1914: Charles Berlitz, escritor estadounidense (f. 2003).
- 1915: Kon Ichikawa, cineasta japonés (f. 2008).
- 1915: Jorge Mayer, arzobispo argentino (f. 2010).
- 1915: Silverio Pérez, torero mexicano (f. 2006).
- 1917: Bobby Locke, golfista sudafricano (f. 1987).
- 1917: Robert Byrd, político estadounidense (f. 2010).
- 1918: Lorenzo Servitje, empresario mexicano, fundador del Grupo Bimbo (f. 2017).
- 1919: Gregorio Weinberg, escritor, historiador, editor y educador argentino (f. 2006).
- 1921: Jim Garrison, fiscal estadounidense del asesinato de John F. Kennedy (f. 1992).
- 1921: Dan Frazer, actor estadounidense (f. 2011).
- 1921: Phyllis Thaxter, actriz estadounidense (f. 2012).
- 1923: Nadine Gordimer, escritora sudafricana, premio Nobel de Literatura en 1991 (f. 2014).
- 1924: Benoît Mandelbrot, matemático polaco (f. 2010).
- 1925: Robert F. Kennedy, político estadounidense (f. 1968).
- 1925: Maia Plisétskaia, bailarina rusa (f. 2015).
- 1927: Estelle Parsons, actriz estadounidense.
- 1928: Alekséi Batálov, actor ruso (f. 2017).
- 1928: Pedro Ferrándiz, entrenador de baloncesto español.
- 1929: Sossio Giametta, filósofo, traductor, periodista y novelista italiano (f. 2024).
- 1930: Aarón Hernán, actor mexicano (f. 2020).
- 1931: Josep Fontana, historiador español (f. 2018).
- 1932: Richard Dawson, actor británico (f. 2012).
- 1932: Alfonso De Grazia, actor argentino (f. 2000).
- 1932: Paulo Valentim, futbolista brasileño (f. 1984).
- 1933: Marta Ecco, actriz argentina.
- 1934: Adamu Ciroma, político nigeriano (f. 2018).
- 1934: Paco Ibáñez, cantante español.
- 1934: Enrique Macaya Márquez, periodista deportivo argentino.
- 1936: Don DeLillo, escritor estadounidense.
- 1937: René Kollo, tenor alemán.
- 1937: Eero Mäntyranta, esquiador finés (f. 2013).
- 1937: Viktoria Tókareva, escritora y guionista rusa.
- 1938: Antonio Giménez-Rico, cineasta español.
- 1940: Wendy Doniger O’Flaherty, indóloga estadounidense.
- 1940: Arieh Warshel, fisicoquímico israelí.
- 1941: Dino Armas, director de teatro y dramaturgo uruguayo.
- 1941: Gary Karr, contrabajista clásico y docente estadounidense.
- 1942: Joe Biden, político estadounidense, Presidente de los Estados Unidos entre 2021 y 2025.
- 1942: Norman Greenbaum, cantante estadounidense.
- 1942: Meredith Monk, compositor, director, vocalista y coreógrafo estadounidense.
- 1942: Bob Einstein, actor estadounidense (f. 2019)
- 1943: Veronica Hamel, actriz estadounidense.
- 1944: Louie Dampier, baloncestista estadounidense.
- 1946: Duane Allman, guitarrista estadounidense, de la banda Allman Brothers Band (f. 1971).
- 1946: Jorge Polaco, cineasta argentino (f. 2014).
- 1947: Joe Walsh, músico estadounidense.
- 1948: Barbara Hendricks, soprano estadounidense.
- 1948: Ezio José Massa, político y comerciante argentino.
- 1948: Richard Masur, actor estadounidense.
- 1948: Mario Wainfeld, periodista, abogado, docente universitario, escritor e intelectual argentino (f. 2023).
- 1951: León Gieco, músico argentino.
- 1951: David Walters, político estadounidense.
- 1951: Rodger Bumpass, actor estadounidense.
- 1956: Bo Derek, actriz estadounidense.
- 1957: Stefan Bellof, piloto de automovilismo alemán (f. 1985).
- 1957: Goodluck Jonathan, presidente nigeriano.
- 1957: Hugo Passalacqua, político y docente argentino, Gobernador de Misiones entre 2015-2019 y desde 2023.
- 1958: Horacio Chofi Faruolo, músico, programador de sonido y tecladista argentino de música rock y jazz.
- 1958: Rickson Gracie, artista marcial brasileño.
- 1959: Sean Young, actriz estadounidense.
- 1960: Martín Seefeld, actor argentino.
- 1962: Roberto Musso, ingeniero de sistemas, exministro de Relaciones Exteriores y músico uruguayo, de la banda El Cuarteto de Nos.
- 1962: Gerardo Martino, futbolista y entrenador argentino.
- 1963: Ming-Na Wen, actriz de Macao.
- 1963: Timothy Gowers, matemático británico.
- 1963: Wan Yanhai, activista chino contra el sida.
- 1964: Luis Alfonso Mendoza, actor de doblaje mexicano (f. 2020).
- 1965: Mike D (Michael Diamond), músico estadounidense, de la banda Beastie Boys.
- 1965: Yoshiki Hayashi, músico japonés, de la banda X Japan.
- 1965: Jimmy Vasser, piloto y dueño de equipo de automovilismo estadounidense.
- 1965: Takeshi Kusao, seiyū japonés.
- 1967: Chris Childs, baloncestista estadounidense.
- 1970: Eduard Farelo, actor español.
- 1971: Joel McHale, actor estadounidense.
- 1974: Jason Faunt, actor estadounidense.
- 1974: Carlos Ignacio Fernández Lobbe, jugador de rugby argentino.
- 1975: Dierks Bentley, cantante estadounidense.
- 1975: Davey Havok, cantante estadounidense, de la banda AFI.

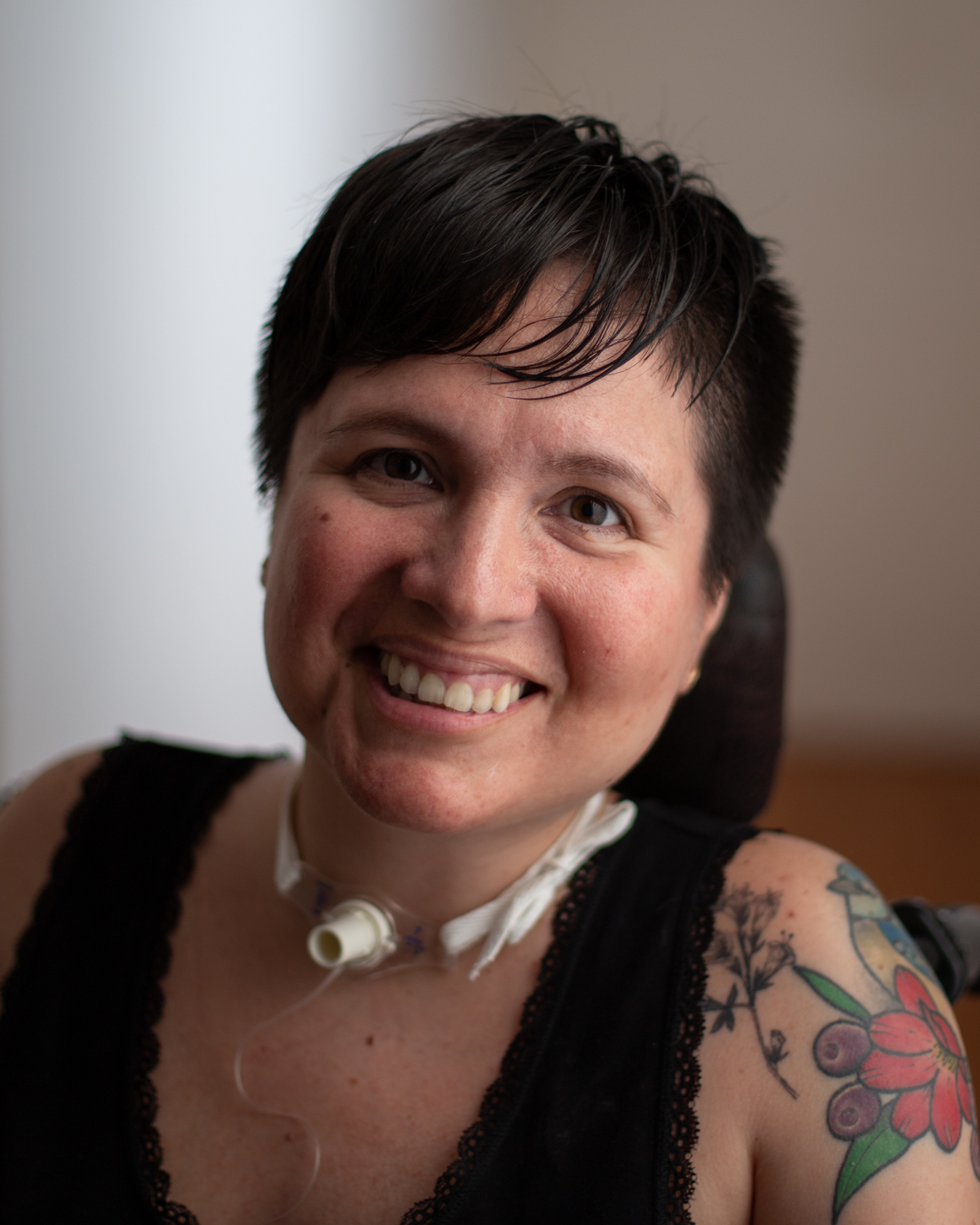
Ana Estrada

- 1976: Paola Rojas, periodista mexicana.
- 1976: Ana Estrada, psicóloga y activista peruana (f. 2024).
- 1976: Francisco Rufete, futbolista y entrenador español.
- 1977: Josh Turner, cantante estadounidense.
- 1977: Karim Sagaan-ool, científico y político ruso de origen tuvano
- 1978: Fran Perea, actor y cantante español.
- 1978: Nadine Velázquez, actriz y modelo estadounidense.
- 1979: Lino Urdaneta, beisbolista venezolano.
- 1981: Carlos Boozer, baloncestista estadounidense.
- 1981: Kimberley Walsh, cantante británica, de la banda Girls Aloud.
- 1982: Margo Stilley, actriz estadounidense.
- 1982: Ramiro Marra, empresario y político argentino.
- 1983: Muhammad Essa, futbolista pakistaní.
- 1983: Dele Aiyenugba, futbolista nigeriano.
- 1984: Justin Hoyte, futbolista británico.
- 1984: Jeremy Jordan, actor y cantante estadounidense.
- 1984: Ferdinando Monfardini, piloto de carreras italiano.
- 1985: Juan Cruz Álvarez, piloto de carreras argentino.
- 1985: Aaron Yan, cantante, actor y modelo taiwanés.
- 1986: Kōhei Horikoshi, dibujante japonés (creador de My Hero Academia).
- 1988: Dusan Tadic, futbolista serbio.
- 1989: Cody Linley, actor estadounidense.
- 1989: Eduardo Vargas, futbolista chileno.
- 1990: Zack Martin, jugador estadounidense de fútbol americano.
- 1991: LilyPichu, personalidad de Internet, cantautor, música, actriz de doblaje y animadora estadounidense.
- 1992: Williams Riveros, futbolista paraguayo
- 1993: Tomás Sánchez Mesa, futbolista español.
- 1993: Viviane Asseyi, futbolista francesa.
- 1994: Cristian Salvador, futbolista español.
- 1996: David Concha, futbolista español.
- 1997: Levi García, futbolista trinitense.
- 1997: Manuel Móran, futbolista panameño.
- 1998: Nikola Čumić, futbolista serbio.
- 1999: Elison Rivas, futbolista hondureño.
- 2000: Connie Talbot, cantante británica.
- 2000: Antonio Reeves, baloncestista estadounidense.
- 2000: Kipras Kažukolovas, futbolista lituano.
- 2001: Adrien Truffert, futbolista francés.
- 2001: Unai Ropero, futbolista español.
- 2001: Lass Sangaré, futbolista marfileño.
- 2001: Tao Qianglong, futbolista chino.
- 2002: Madisyn Shipman, actriz estadounidense.

## Fallecimientos
- 870: Edmundo de Anglia (14), rey y mártir cristiano inglés.
- 1212: San Félix de Valois, religioso francés y cofundador de la Orden de la Santísima Trinidad.
- 1437: Thomas Langley, cardenal y canciller (n. 1363).
- 1518: Pierre de La Rue, compositor flamenco (n. 1452).
- 1529: Karl von Miltitz, nuncio papal.
- 1598: Alonso de Cabrera, predicador español.
- 1612: John Harington, escritor inglés (n. 1561).
- 1651: Mikołaj Potocki (56), aristócrata polaco (n. 1595).
- 1662: Leopoldo Guillermo, aristócrata austriaco, gobernador de Flandes (n. 1614).
- 1695: Zumbi dos Palmares, esclavo brasileño (n. 1655).
- 1704: Charles Plumier, botánico francés (n. 1646).
- 1737: Carolina de Brandeburgo-Ansbach, aristócrata británica, casada con el rey Jorge II (n. 1683).
- 1758: Johan Helmich Roman, compositor sueco (n. 1694).
- 1764: Christian Goldbach, matemático prusiano (n. 1690).
- 1778: Francesco Cetti, científico jesuita italiano (n. 1726).
- 1816: Girvan Yudha Bikram Shah, rey nepalí (n. 1797).
- 1820: Juan Escóiquiz, escritor, preceptor y canónigo español (n. 1747).
- 1847: Guillermo II de Hesse-Kassel, aristócrata y militar danés (n. 1777).
- 1856: Farkas Bolyai (81), matemático húngaro (n. 1775).
- 1860: William Hutton, geólogo y paleontólogo británico (n. 1797).

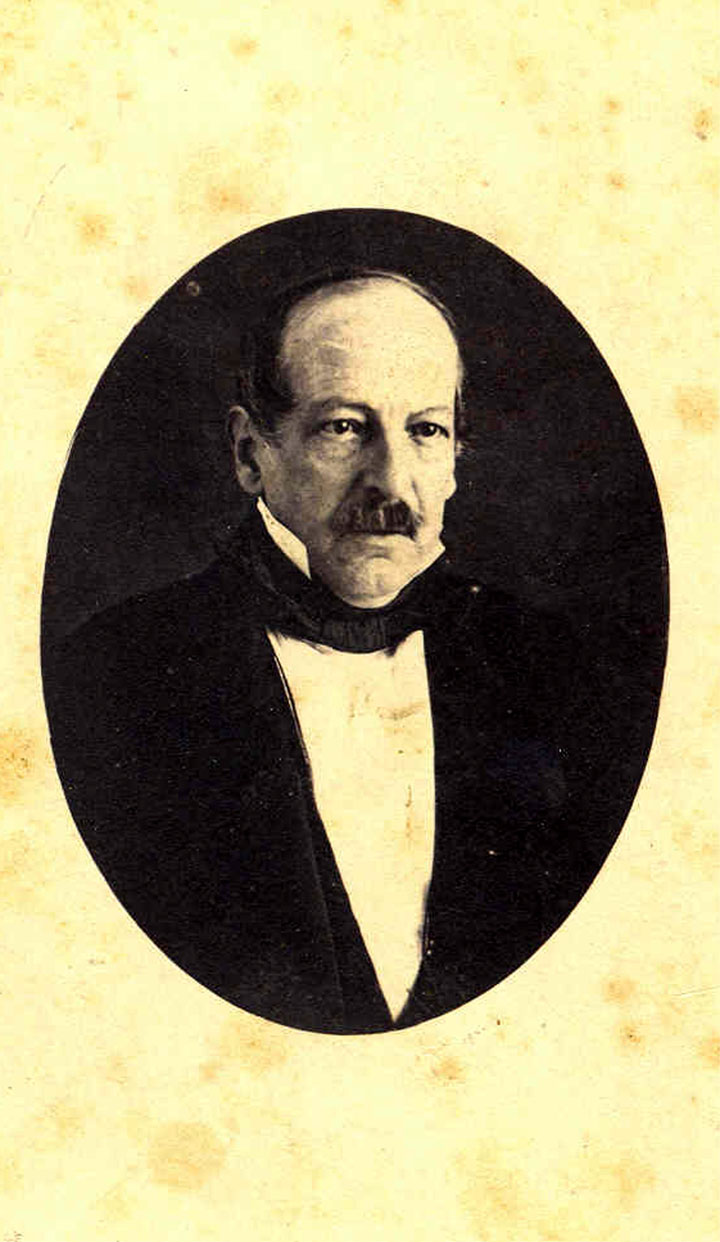
Lino de Pombo.

- 1862: Lino de Pombo, político y diplomático colombiano (n. 1797).
- 1870: Donato Mármol, militar cubano (n. 1843).
- 1882: Henry Draper, médico y astrónomo estadounidense (n. 1837).
- 1892: Miguel Arroyo Hurtado, político y abogado colombiano (n. 1826).
- 1893: María del Pilar Sinués, escritora española (n. 1835).
- 1894: Antón Rubinstein, pianista y compositor ruso (n. 1829).
- 1908: Georgy Voronoi, matemático ruso (n. 1868).
- 1910: León Tolstói, novelista y anarquista ruso (n. 1828).
- 1916: James Guillaume, anarquista suizo (n. 1844).
- 1918: Samuel Liddell MacGregor Mathers, ocultista y mago británico (n. 1854).
- 1925: Alejandra de Dinamarca, aristócrata danesa, casada con el rey Eduardo VII de Inglaterra (n. 1844).
- 1934: Joel Lehtonen, escritor finés (n. 1881).
- 1934: Willem de Sitter, científico neerlandés (n. 1872).
- 1935: John Jellicoe, almirante británico (n. 1859).
- 1936: Buenaventura Durruti, sindicalista, revolucionario y anarquista español (n. 1896).
- 1936: José Antonio Primo de Rivera, político español, hijo del dictador Miguel Primo de Rivera (n. 1903).
- 1936: Antonio Rivera Ramírez, político español (n. 1916).
- 1945: Francis Aston, físico y químico británico, premio nobel de química en 1922 (n. 1877).
- 1947: Wolfgang Borchert, actor y escritor alemán (n. 1921).
- 1948: Manuel del Busto, arquitecto español (n. 1874)
- 1950: Francesco Cilea, compositor italiano (n. 1866).
- 1952: Benedetto Croce, filósofo e historiador italiano (n. 1866).
- 1954: Clyde Vernon Cessna, pionero de la aviación y empresario estadounidense (n. 1879).
- 1959: Alfonso López Pumarejo, presidente colombiano (n. 1886).
- 1960: Ángel Ayala, sacerdote español (n. 1867).
- 1967: Paulette Christian, actriz, cantante y vedette francesa (n. 1927).
- 1972: Luis Alberto Despontín, jurista argentino (n. 1897).
- 1973: Allan Sherman, cómico estadounidense (n. 1924).
- 1975: Francisco Franco, General español y Caudillo de España (n. 1892).
- 1976: Trofim Denisovich Lysenko, biólogo soviético (n. 1898).
- 1978: Giorgio de Chirico, pintor italiano (n. 1888).
- 1978: Eduard Junyent, historiador y arqueólogo español (n. 1901).
- 1983: Marcel Dalio, actor francés (n. 1900).
- 1984: Santiago Brouard, pediatra y político español (n. 1919).
- 1986: Roberto Parada, actor chileno (n. 1909).
- 1989: Josu Muguruza, diputado español (n. 1958).
- 1995: Serguéi Grinkov, patinador ruso (n. 1967).
- 1999: Amintore Fanfani, político italiano (n. 1908).
- 1999: Jorge Matute Johns, estudiante chileno desaparecido tras un crimen sin culpables (n. 1976).
- 2000: Kalle Päätalo, escritor finlandés (n. 1919).
- 2003: David Dacko, primer presidente de la República Central Africana (n. 1930).
- 2005: James King, tenor estadounidense (n. 1925).
- 2005: Chris Whitley, músico estadounidense (n. 1960).
- 2006: Robert Altman, cineasta estadounidense (n. 1925).
- 2007: Ian Smith, político rodesiano (zimbabuense), primer ministro (n. 1919).
- 2009:  Grigori Sivkov, aviador militar soviético (n. 1921).
- 2010: Chalmers Johnson, escritor y profesor universitario estadounidense (n. 1931).
- 2011: Karl Aage Præst, futbolista danés (n. 1922).
- 2011: Javier Pradera, escritor y analista político español (n. 1934).
- 2013: Sylvia Browne, psíquica y estafadora estadounidense (n. 1936).
- 2014: Cayetana Fitz-James Stuart, duquesa de Alba, aristócrata española de la casa de Alba (n. 1926).
- 2016: Gabriel Badilla, futbolista costarricense (n. 1984).
- 2020: Jorge Horacio Brito, empresario argentino (n. 1952).
- 2020: Romualdo Brito, músico y compositor colombiano de vallenato (n. 1953).
- 2022: Hebe de Bonafini, activista argentina (n. 1928).

## Celebraciones
- Día Mundial del Niño.[5]
- Día de la Industrialización de África.[6]

- Día Internacional de la Memoria Transgénero.

- Aniversario del lanzamiento de la Estación Espacial Internacional (EEI): (hace ya 26 años y 9 meses).
Es un hito científico y un símbolo de colaboración internacional.[7]
  - Operadores:     -  NASA.
    -  Roscosmos.
    -  Agencia Espacial Europea.
    -  Agencia Japonesa de Exploración Aeroespacial.
    -  Agencia Espacial Canadiense.

 Por países
(Por orden alfabético)
- Argentina: 
  - Día de la Soberanía Nacional.[8]

- Bélgica: 
  - Saint-Verhaegen. Día de celebración para estudiantes de la Universidad Libre de Bruselas y Vrije Universiteit Brussel.

- Brasil: 
  - Día de la Conciencia Negra.
(en portugués: Dia da Consciência Negra).

- Colombia: 
  - Día del Psicólogo.

- España: 
  -  Comunidad Valenciana: Día del Libro Valenciano.[9]Homenaje a la primera edición de "Tirant lo Blanc" ("Tirante el Blanco"), la obra del escritor valenciano Joanot Martorell, publicada este día de 1940.
(en valenciano: Dia del Llibre Valencià).

- Estados Unidos:
  - Día Nacional del Dulce de Mantequilla de Maní.
(en inglés: National Peanut Butter Fudge Day).
  - Día Nacional del Absurdo.
(en inglés: National Absurdity Day).
  - Día Nombra tu PC.
(en inglés: Name Your PC Day).

- México: 
  - Día de la Revolución Mexicana.

- Mónaco: 
  - Día Nacional.

- Perú: 
  - Día del Administrador de Salud y Semana de la Administración de Salud.

- Reino Unido: 
  - Aniversario de bodas de su majestad.

- Vietnam: 
  - Día del Maestro.
(en vietnamita: Ngày Nhà giáo Việt Nam).

### Santoral católico
- San Adventor de Turín.[10]
- San Ampelo.[10]
- San Basilio de Antioquía.[10]
- San Bernardo de Hildesheim.[10]
- San Edmundo.[10]

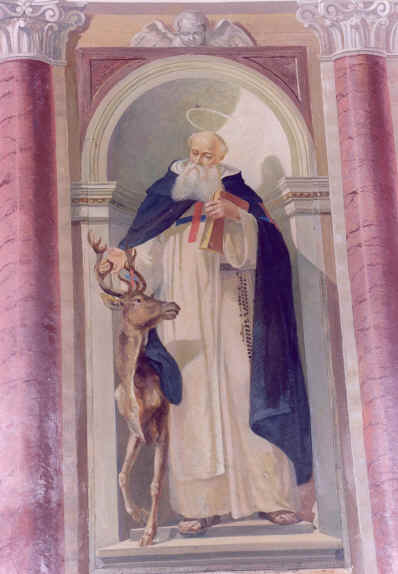
San Félix de Valois.

- San Félix de Valois (imagen ilustrativa).[10]
- San Nerses.[10]
- San Octaviano.[10]
- San Octavio de Turín.[10]
- San Solútor de Turín.[10]
- San Teonesto de Verceli.[10]
- Beata María Fortunata Viti.[10]